# Tamara Dangouloff
Tamara Dangouloff est une scientifique française, docteure en santé publique. Elle est spécialiste du dépistage néonatal de l'amyotrophie spinale pour lequel elle a été primée par l'Académie Royale de Médecine de Belgique. Elle est aussi chercheuse et cheffe du projet BabyDetect .

## Biographie
Tamara Dangouloff a suivi de nombreuses formations au cours de sa carrière. Elle s'est tout d'abord formée en tant qu'infirmière et puéricultrice à Paris. Elle a ensuite complété son apprentissage par le diplôme de cadre de santé et deux masters : l'un en Organisation de la Santé et l'autre en Analyse du travail. Par la suite, elle a entamé un doctorat en santé publique grâce auquel elle a reçu le prix de l'Académie pour la microbiologie, parasitologie, immunologie, santé publique, médecine légale et bioéthique. Sa thèse de doctorat, intitulée « Analyse médico-économique du dépistage néonatal de l'amyotrophie spinale en Fédération Wallonie-Bruxelles », démontre l'importance du dépistage néonatal de l'amyotrophie spinale aussi bien sur le plan économique que pour la qualité de vie de l'enfant, afin d'éviter les sévices dus à l'absence de dépistage. 

## Projet BabyDetect
Ce projet se focalise sur plus de 160 maladies génétiques détectées chez les patients dès la petite enfance. Ces maladies peuvent être dépistées dès la naissance ce qui permet de les prendre en charge le plus tôt possible. Grâce aux études réalisées par Tamara Dangouloff et ses collègues, il est prouvé que les coûts de dépistage néonatal et de traitement précoce sont moins élevés que les coûts de traitement du handicap quand la maladie se développe. L'équipe travaillant sur ce projet est composée de Kristine Hovhanneysan, Frédéric Minner, François Boemer, Davood Mashhadizadeh, Léonor Palmeira, Prof Laurent Servais (Principal investigateur du projet) et Tamara Dangouloff, la cheffe du projet.